# ضفدع (أسطورة)
الضفدعة (بالإنجليزية: Frog)‏ حیوان برمائی بلا ذيل وبأرجل خلفية طويلة تساعده على القفز.
وكانت میکت Heket الإلهة الضفدعة في الأساطير المصرية القديمة. والأجدود Ogdoad (أو جماعة الثمانية وهم الآلهة الأول الذين تعاونوا في خلق العالم) يصورون على هيئة رأس ضفدعة.
وكانت الضفدعة ترتبط، في الأساطير اليونانية والرومانية، بإلهات الجنس والحب أفروديت، وفينوس. أما في الديانة المسيحية فكثيرا ما ترمز الضفدعة إلى الشر، وغالبا ما تختلط الضفدعة وضفدع الطين في الرموز المسيحية. وفي مسرحية شكسبير (ريتشارد الثالث) يوصف الملك بأنه ذلك الأحدب ضفدع الطين السام. وفي الفردوس المفقود لملتون يتخذ الشيطان هيئة ضفدع الطين ليوسوس في أذن حواء وهي نائمة وهو يقطر السم في أذنها اليسري في دمها. وهذا يفسر اعتقاد الأوربيين أن الضفدع كائن مؤذ وسام، لو شرب الإنسان دمه لمات في الحال، والترياق من سم الضفدع عبارة عن جوهرة موجودة في رأس الضفدع.
وبعض علماء النفس من أتباع فروید ينظرون إلى الضفدعة على أنها ترمز لقضيب الرجل: في البدء كانت المرأة تخشی قضيب الرجل، فتنازع الاثنان، ونشب الشجار بينهما، لكنها ما أن مرت بتجربة العملية الجنسية حتى شعرت بالمتعة، وخففت من أن الشئ الذي كانت تخشاه أصبح مرغوبا فيه. وتدعمت الفكرة بحكايات الأخوين جریم Grimm، ولاسيما حكاية الأمير الضفدع والنظرية مثيرة وهامة، لكنها في كثير من صورها المختلفة، كانت الضفدعة تتحول إلى امرأة.